# Sprachsalz
Sprachsalz ist ein internationales Literaturfestival in Kufstein in Österreich.